# المنزلة (المغرب)
المنزلة هي جماعة قروية ضمن عمالة طنجة أصيلة شمال المملكة المغربية و تقع الجماعة داخل قيادة دار الشاوي التي تقع ضمن دائرة أصيلة. تأوي جماعة المنزلة 2.322 نسمة حسب تقديرات 2013.
تحد شمالا بالجماعتين القرويتين الزينات وبوخالف وجنوبا بالجماعة القروية جبل حبيب التابعة للنفوذ الترابي لولاية تطوان و الجماعة القروية عياشة، وشرقا بالجماعة القروية دار الشاوي وغربا بالجماعتين القرويتين الخلوة وأقواس بريش.

## التسمية
تعود تسمية الجماعة (المنزلة) إلى مدشر المنزلة الذي يعد أكبر مدشر بالجماعة و مركزها الإداري ، و تنتمي الجماعة إلى فرقة الحايط السفلي بقبيلة جبل حبيب.

## المداشر و القرى
تتكون أراضي الجماعة من 18 مدشرا مختلف الحجم هي :
أبو حذيفة - أحريق - جبل الريح - الحجرة الجديدة - حميوش - الخاب - دار فلاق - الدشيرة - الزاوة - السد - الشرابخة - علاوش - عين جبارة - قنوعة - الگور - المدور - المنزلة (المركز) - الهار .

## الجغرافيا
تبلغ مساحة الجماعة القروية المنزلة 110 كلم مربع، 50 بالمئة منها عبارة عن مناطق جبلية، و  10 بالمئة عبارة عن هضاب، و 40 بالمئة تتكون من سهول خصبة صالحة لأنواع عدة من الزراعات. و يتراوح الارتفاع داخل الجماعة بين 91 متر و 391 متر و تعد قمة جبل سيدي منار عند قرية المنزلة أعلى نقطة بتراب الجماعة . في حين يصل معدل الارتفاع إلى 155 متر .
تنتشر المرتفعات داخل الجماعة بشكل كبير في الشمال و الجنوب الشرقي ، في حين تنتشر السهول في المناطق الغربية و الجنوبية .

### المساحة
تبلغ مساحة الجماعة القروية المنزلة 110 كلم مربع ، منها 4.200 هكتار من الغابات تتواجد معظمها في النصف الشمالي من الجماعة و بشكل كبير حول بحيرة 09 أبريل الصناعية

### الموارد المائية
تتوفر جماعة المنزلة على موارد مائية كبيرة، أهمها سد 9 أبريل الذي تبلغ قدرته الاستيعابية 375.000.000 متر مكعب, هذا بالإضافة إلى وجود موارد مائية أخرى تتمثل في العيون والآبار التي تشكل الموارد المائية الأساسية للسكان.
تخترق أراضي الجماعة عدة مجاري مائية من أهمها أنهار :
الوادي الكبير - الزوبية - الحريشة - جنان عيسى - وادي الخبز .

### المناخ
تتميز المنطقة بمناخ متوسطي، ممطر ودافئ شتاء، ومعتدل الحرارة خلال فصل الصيف، غير انه في بعض المناطق المرتفعة يميل هذا المناخ إلى البرودة في بعض الفترات من السنة، كما تعرف المنطقة نسبة تساقطات هامة ومنتظمة.

## التاريخ
تعود أقدم المستوطنات بتراب الجماعة إلى الفترة الرومانية و يتعلق الأمر بمدشر الهار. و خلال العهد الإسلامي ، أصبحت المنطقة ضمن أراضي بني خف الغماريين . و خلال القرون الأولى من التواجد الإسلامي . تم إنشاء مركز حضاري كبير في المنطقة و يتعلق الأمر بمدينة : حارة مراد و التي ذكرها البكري في كتابه .
لكن تبقى أهم فترة في تاريخ المنزلة هي فترة الهجرات الأندلسية و الموريسكية بين القرنين الخامس عشر و السابع عشر ، حيث استقبلت المنطقة مئات الأسر الأندلسية من مدن جبارة و المدور و برجة و من بعض قرى جبال البشارات . و قد قام هؤلاء بإنشاء عدة مداشر بالمنطقة و يتعلق الأمر بمداشر : الخاب - أبو حذيفة - المدور - عين جبارة - أحريق - حميوش - المنزلة - الگور - دار فلاق - الدشيرة - جبل الريح - قنوعة و علاوش .

## المنزلة
يتواجد مدشر المنزلة في المنطقة الشمالية من الجماعة بمنطقة تلية عند جبل سيدي منار . و تعود فترة إنشاء هذا المدشر إلى القرن السابع عشر على يد المهاجرين الأندلسيين . و هي اليوم بمحاذات البحيرة الصناعية 09 أبريل التي عوضت بحيرة مرج أقمار السابقة .

## الموقع الأثري الهار
يقع مدشر الهار جنوب غرب مدشر المنزلة في النصف الشمالي من تراب الجماعة ، عند بحيرة موسمية تدعى محليا بمرجة دار فرانكو ، و تعود أقدم بنايات المدشر إلى الفترة الرومانية و يتعلق الأمر ببقايا أبنية على التلة المشرفة على القرية تم العثور داخلها على بقايا أواني فخارية تعود للفترة الرومانية . و يعد مدشر الهار أقدم تجمع بشري بأراضي الجماعة .

## اقتصاد
الفلاحة : رغم كون المنطقة يغلب على تضاريسها الطابع الجبلي، فهي تتوفر على أراضي زراعية خصبة تشكل ما يقارب 40 من المساحة الإجمالية للجماعة، ويتسم النشاط الفلاحي بهذه المنطقة بالطابع التقليدي وضعف استعمال الآليات الحديثة، الشيء الذي يضعف مردوديته ويجعله نشاطا معاشيا، وترجع أسباب هذا الواقع إلى ضعف الإمكانيات المادية عند الفلاحين وضعف تنظيمهم في شكل تعاونيات. تبلغ مساحة المناطق المزروعة بالجماعة سنويا 2.341 هكتار موزعة على عدة أصناف على النحو التالي :
| الصنف المزروع       | المساحة بالهكتار |
| ------------------- | ---------------- |
| الحبوب              | 1.165            |
| القطاني             | 8                |
| المزروعات التسويقية | 95               |
| الخضروات            | 37               |
| المساحة المشجرة     | 979              |
| الأعلاف             | 57               |

إن الأراضي الفلاحية في هذه الجماعة يمكن أن تصبح حقلا نموذجيا للعديد من الزراعات السقوية والزراعات المغطاة، مما سيساهم قطعا في خلق العديد من مناصب الشغل ويدعم استقرار السكان بالمنطقة.
تربية المواشي : إلى جانب الزراعة يحتل قطاع تربية المواشي مكانة أساسية في النشاط الاقتصادي للساكنة، و تتنوع أصناف المواشي في تراب الجماعة على النحو التالي :
| الصنف   | عدد الرؤوس |
| ------- | ---------- |
| الأبقار | 1.476      |
| الأغنام | 5.160      |
| الماعز  | 3.033      |

## الديمغرافية
أواخر القرن التاسع عشر و حسب إحصاء قدمه أوجست مولييراس في كتابه المغرب المجهول . كان تعداد سكان المداشر أعلاه يقارب 3.500 نسمة ،  بلغ عدد سكان الجماعة 3015 حسب الإحصاء العام للسكان والسكنى لسنة 2004، نسبة هامة من مجموع السكان من الشباب الذين تقل أعمارهم عن 30 سنة، وتتوزع هذه الساكنة على 18 مدشرا، في حين تعتبر غالبية السكان من القرويين الذين يمارسون النشاط الزراعي المعاشي وتربية المواشي و قد استمر الانخفاض في عدد السكان حيث وصل إلى 2.322 نسمة في تقدير سنة 2013 .
وتجدر الإشارة إلى أن الهجرة نحو المدن المجاورة تطوان – طنجة تساهم في تقليص عدد السكان حيث سجل الإحصاء العام لسنة 1994عدد السكان في 4095 نسمة ليتقلص إلى 3015 سنة 2004 ثم 2.322 سنة 2013 .

## الدين
كل سكان الجماعة هم من المسلمين السنة من أتباع المذهب المالكي . مع تشبع كبير بالطرق الصوفية و بشكل خاص الطريقتين الريسونية و العليوية . و يتواجد بالجماعة 22 مسجدا موزعة على كافة مداشر الجماعة .